# 阿倫草地體育會
阿倫草地體育會（VfR Aalen）是德國的一家足球俱樂部。主場位於巴登-符騰堡的阿倫。球隊參加德国足球西南地区联赛的賽事。球隊多次得到過符騰堡杯的錦標。

## 球會榮譽
- 德國足球丙級聯賽 亞軍：2012年
- 巴登-符騰堡聯賽 冠軍：1999年
- 符騰堡業餘聯賽 冠軍：1951年
- 北符騰堡業餘聯賽 冠軍：1974年、1975年
- 符騰堡聯會聯賽 冠軍：1980年、1983年、2014年
- 符騰堡杯 冠軍：1972年、1979年、1986年、2001年、2002年、2004年、2010年
- 符騰堡杯 亞軍：1987年、1992年、1999年

## 外部連結
- Official club website （页面存档备份，存于）
- VfR Aalen at Weltfussball.de （页面存档备份，存于）
- Das deutsche Fußball-Archiv （页面存档备份，存于） historical German domestic league tables （德文）
- The Abseits Guide to German Soccer （页面存档备份，存于）